# Еспланада

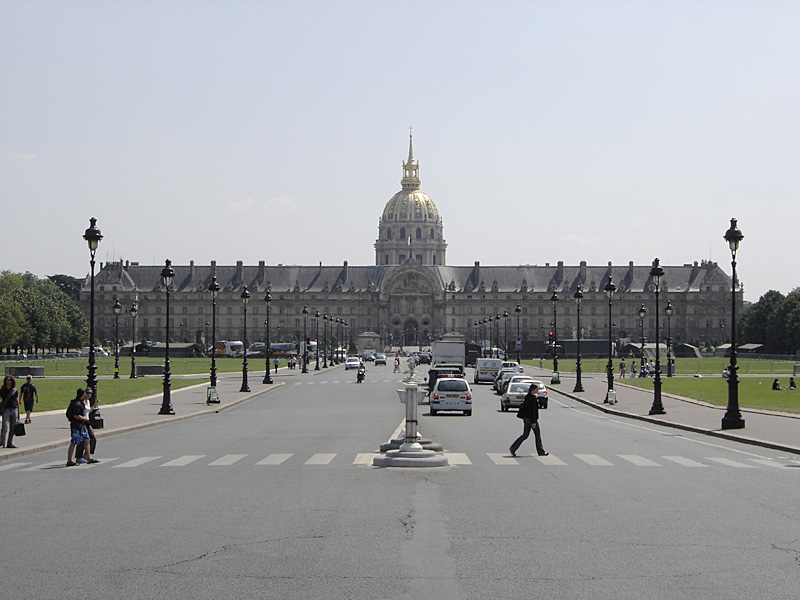
Еспланада Інвалідів, Париж

Есплана́да (фр. esplanade від лат. explanare — «вирівнювати») — широка та відкрита простора площа перед замком, палацом або фортецею. Первісно, щоб ускладнити напад на фортецю, площу перед нею залишали відкритою, вирубуючи дерева й забороняючи будувати будинки. Через це війська нападника не могли наблизитися до фортеці непоміченими, або сховатися від обстрілу.
У новий час еспланади почали використовувати для військових парадів, а в наш час — як місце для прогулянок, народних гулянь, видовищ, розваги та відпочинку.
Нині термін еспланада має такі значення:
- Порожній простір між фортечними або міськими стінами й найближчими міськими будівлями.
- Відкрите місце, площа перед великим будинком.
- Широка вулиця з алеями посередині.